# Enrique Borja
Enrique David Borja García (Mexikóváros, 1945. december 30. – ) mexikói válogatott labdarúgó.

## Pályafutása

### Klubcsapatban
1964 és 1969 között az Pumas UNAM játékosa volt. 1969-ben a Club América csapatához igazolt, melynek színeiben két alkalommal mexikói bajnoki címet szerzett, három alkalommal pedig elnyerte a gólkirályi címet. 

### A válogatottban
1966 és 1975 között 65 alkalommal szerepelt a mexikói válogatottban és 31 gólt szerzett. Részt vett az 1966-os és a hazai rendezésű 1970-es világbajnokságon.

## Sikerei
Cruz Azul
- Mexikói bajnok (2): 1970–71, 1975–76
- Mexikói kupa (1): 1973–74
- Mexikói szuperkupa (1): 1976
- CONCACAF-bajnokok kupája (1): 1977

Egyéni
- A mexikói bajnokság gólkirálya (3): 1970–71 (24 gól), 1971–72 (26 gól), 1972–73 (20 gól)

## Külső hivatkozások
- Enrique Borja – a FIFA adatbázisában
- Enrique Borja adatlapja a National-Football-Teams.com oldalon (angolul)

- Enrique Borja adatlapja a worldfootball.net oldalon (angolul)